# Kind, ich freu’ mich auf Dein Kommen
Kind, ich freu’ mich auf Dein Kommen ist ein deutscher Spielfilm aus dem Jahre 1933, zugleich die letzte deutsche Regiearbeit des in diesem Jahre von den Nationalsozialisten ausgegrenzten jüdischen Regisseurs Kurt Gerron. Die Hauptrollen spielen das Ehepaar Magda Schneider und Wolf Albach-Retty.

## Handlung
Die Porträtfotografin Lu Tiemann besitzt einen weißen Drahthaarterrier namens „Storch“. Der reizende Hund hat für Lu primär eine ganz bestimmte Funktion: er soll nämlich wahlweise in stehende Fahrzeuge mit Männern am Lenkrad springen und damit deren Aufmerksamkeit erhaschen oder sich in deren Auto verstecken und während der Fahrt hervorkommen – mit demselben Resultat. Wenn der Fahrer sich dann den „verrückten“ Hund näher anschauen will, lässt sich auf seinem Halsband folgende Inschrift lesen: „Ich heiße Storch bei Lu Tiemann, Regentenstraße 17“. So manche gutsituierte Herren fallen auf diese Anbahnungsmasche heraus, wie beispielsweise ein dicker Konsul oder auch ein Fabrikant und Geheimrat, neben den sich „Storch“ ganz frech auf den Nebensitz des Autos platziert. Wenn die „Finder“ dann die treuherzig dreinschauende Töle zu ihrer Besitzerin zurückbringen, spielt Lu mit großem Augenaufschlag die Betroffene und „schimpft“ mit ihrem Hundchen: „Wie kannst du dein Frauchen so erschrecken. Die ganze Nacht hab ich nicht geschlafen“. Dann wendet sie sich dem „edlen Retter“ zu und meint: „Ich weiß ja gar nicht wie ich Ihnen danken soll. Darf ich Ihnen einen Cognac anbieten? Nehmen Sie doch Platz, hier auf der Couch.“
Eines Tages verliert Storch, als er ausbüxt, sein hilfreiches Halsband und gelangt, als er dem Schäferhund von Portier Rohleder nachläuft, prompt in die Hände von Lili Schrader. Die wohnt in Untermiete bei der Witwe Rohleder, deren Bruder eben jener Portier ist. Rohleder verdient sein Geld beim Konsul, Lus „bestem Kunden“. Da der Hund nun ohne Halsband ist und Lili nicht möchte, dass er verloren geht, kauft sie „Storch“ kurzerhand ein neues Halsband, aber diesmal mit ihrem Namen. Der Terrier hat noch längst nicht seine alten Angewohnheiten abgelegt und führt nun durch seine Einlagen in und um Autos die fremden Herren direkt zu Lili. So kommt auch sie in den „Genuss“ von des Konsuls Bekanntschaft, der aber völlig erstaunt ist, als er von Lili aus ihrer Wohnung hinausgeprügelt wird, nachdem er zudringlich geworden ist. Rohleder versucht in der Zwischenzeit für Lili, die Untermieterin seiner Schwester, einen Job zu ergattern. Beim Konsul wird er fündig, doch als dieser erfährt, dass es sich bei der Einzustellenden um Lili Schrader handelt, verweigert er ihre Einstellung. Mehr Erfolg hat Lili bei dem Geheimrat, der die junge Frau als seine Sekretärin einstellt.
Dieser Mann hat einen Neffen namens Herbert, der ebenfalls mit Lili bekannt ist. Als der Onkel von Herbert erfährt, er habe eine junge Dame mit Hund kennen- und lieben gelernt, schrillen beim Onkel, einem reichen Fabrikanten und Besitzer der Benzin A.G., die Alarmglocken. Er denkt, Herbert redet von Lu und geht daraufhin zu der eigentlichen Hundebesitzerin, um ihr 3000 Reichsmark anzubieten, wenn sie ihre Finger vom Neffen lässt. Der Geheimrat und Lili gehen gemeinsam mit dem Konsul, ebenfalls von der Benzin A.G., auf eine Geschäftsreise, während Herbert während einer Vergnügungsreise nach Lugano Lu kennen lernt. So kommt auch bald das Gespräch auf „Storch“, und die zahlreichen Missverständnisse klären sich zu aller Zufriedenheit. Lu Tiemann bekommt ihren Hund zurück, der dicke Konsul entschuldigt sich bei Lili, da er sie mit Lu verwechselt hat, und Herbert kann endlich seine Lili in die Arme nehmen und ein gemeinsames Leben mit ihr beginnen.

## Produktionsnotizen
Kind, ich freu’ mich auf Dein Kommen entstand unter dem Arbeitstitel Amor an der Leine ab Ende Februar 1933 im UFA-Atelier in Neubabelsberg (Studioaufnahmen) sowie in Berlin und Lugano (Außenaufnahmen). Die Uraufführung erfolgte am 23. Juni 1933 in Berlins Ufa-Palast Theater Kurfürstendamm.
Produzent Günther Stapenhorst übernahm auch die Herstellungs- und Produktionsleitung. Erich Kettelhut entwarf die Filmbauten, die Max Mellin ausführte. Die musikalische Leitung hatte Hans-Otto Borgmann, die Liedtexte schrieb Fritz Rotter. Für den Ton sorgte Walter Rühland. Kurt Hoffmann assistierte Regisseur Gerron.
Der Brite Warwick Ward, einst ein gefragter Darsteller des britischen wie deutschen Stummfilms, kehrte hier für diese winzige Filmrolle letztmals nach Berlin zurück. Er und Regisseur Gerron standen bereits 1925 bei dem Kinoklassiker Varieté gemeinsam vor der Kamera. Mit Kind, ich freu’ mich auf Dein Kommen beendete Ward sein Filmschauspieler-Dasein und wandte sich im heimatlichen England der Filmproduktion zu.

## Musiktitel
Folgende Musiktitel wurden gespielt:
- Der Matrose hat das größte Herz der Welt
- Kind, ich freu’ mich auf Dein Kommen

Die beiden Musiktitel erschienen in der Ufaton-Verlags GmbH, Berlin.

## Wissenswertes
Gegen Ende der Dreharbeiten kam es zu einem Vorkommnis, das als archetypisch für den Umgang des soeben bestallten nationalsozialistischen Regimes mit jüdischen Künstlern gelten kann. Wie Ulrich Liebe in Verehrt, verfolgt, vergessen. Schauspieler als Naziopfer berichtet, sei gegen Ende der Dreharbeiten, am 1. April 1933, der Aufnahmeleiter des Films, Erich von Neusser ins Filmstudio getreten und habe verkündet: „Wer hier nicht rein arischen Blutes ist, verlässt sofort das Studio“. Kurt Gerron sei daraufhin vor Schreck erstarrt und habe sich dann in Richtung Ausgang begeben. Anders als die bekannten Kollegen Otto Wallburg und Julius Falkenstein, die in diesem Film Rollen spielten, besaß er, den die Nazis als „Musterjuden“ verunglimpften, für seine Tätigkeit als Filmschauspieler und Filmregisseur keine Ausnahmegenehmigung. Neusser durfte offiziell den Film zu Ende drehen und erhielt bei der Uraufführung eine Namensnennung als Co-Regisseur (obwohl sein Anteil an diesem Film minimal gewesen sein dürfte). Vorübergehend soll auch der NS-Parteigänger Hans Steinhoff einige wenige Filmszenen gedreht haben, doch blieb er gänzlich ungenannt.
Neben den drei besagten Herren waren an diesem Film auch noch andere jüdische Künstler beteiligt: die Drehbuchautoren Max Jungk und Heinz Gordon, die Komponisten Walter Jurmann und Bronislau Kaper sowie der zu diesem Zeitpunkt noch nicht als Jude enttarnte Schauspieler Paul Otto.

## Kritik
Die Österreichische Film-Zeitung nannte die Geschichte, die dort unter dem ursprünglichen Titel Amor an der Leine lief, ein sehr hübsches, geistreiches Filmlustspiel und lobte die Arbeit von Gerron als „einfallsfreudig inszeniert“.